# Leandro Testa
Leandro Testa (General Belgrano, 24 de marzo de 1976) es un exfutbolista argentino surgido de las canteras del Club Atlético y Social General Belgrano. Jugaba de defensor y se destacó tanto por su orden y calidad futbolística como por su entrega. Tiene 10 goles en Primera División.
Debutó como profesional en el año 1996 en el Club Estudiantes de La Plata. Su último equipo fue el Club Atlético Nueva Chicago, equipo en el cual hizo gran parte de su carrera en el fútbol argentino y se retiró a mediados de 2013.
Ya retirado de la actividad profesional, Leandro Testa se convirtió en el mánager de Nueva Chicago, pero tan solo duró seis meses en dicha actividad, y se alejó por motivos personales. Actualmente es ayudante de Jonathan Schunke en la reserva de Estudiantes de La Plata.

## Carrera futbolística
Leandro Testa hizo su debut en el fútbol profesional en 1996 en el club Estudiantes de La Plata. Jugó 116 partidos y convirtió 2 goles. 
Posteriormente, en el año 2002, arribó a Nueva Chicago en donde permaneció 2 años. Luego de su ida en el 2004, el cabezón ya dio muestras de su grandeza al escribir la siguiente carta: “Hola, soy Leandro Testa y quiero por este medio tan difundido y leído, expresar todo el agradecimiento que siento por Nueva Chicago. Si bien es cierto que no me formé en este querido Club, me han hecho sentir uno más y esto comprende a dirigentes, cuerpo técnico, médicos, utileros empleados y jugadores, que en todo momento en que lo necesité, tuve su apoyo incondicional. 
Deseo además, llegar con un agradecimiento muy especial a la hinchada, tan incondicional en situaciones buenas y malas. Siempre me han tratado muy bien y si acaso no he sido demostrativo en cuanto a lo que me brindaron, me disculpo, pues es mi forma de ser el perfil bajo.
Espero que entiendan que debo tomar otro rumbo, pero si algún día tuviera que elegir un club para terminar mi carrera, ese sería Chicago. Ausente o presente, lo estaré alentando todos los fines de semana.
Desde mi sinceridad y mi corazón, no cambien nunca la esencia de ese sentimiento. Es lo que los llevará a ser siempre de primera. Los abrazo a todos con un cariño muy grande y nunca los olvidaré.”
Cuando el club de Mataderos descendió a la Primera B Nacional, le surgió una posibilidad de jugar en Arsenal de Sarandí, que se encontraba en Primera División, la cual aceptó. Tuvo escasas apariciones (solamente 4) convirtiendo en una oportunidad.
En el año 2006 retornó al Club Atlético Nueva Chicago, siendo una figura clave en la obtención del Clausura 2006 (Primera B Nacional) y su posterior ascenso a Primera División.
Desde el año 2007, y por un período de 3 años, jugó en el Club Ferro Carril Oeste. Fue capitán y se convirtió en un referente de aquel plantel. 
Testa volvió en el 2010 a Nueva Chicago y demostró por qué era y es un ídolo. Se convirtió en el capitán del equipo y tres temporadas después ascendió con su equipo a la Primera B Nacional ganándole a Chacarita Juniors en una Promoción histórica. El defensor jugó 14 partidos en la temporada 2012/13, pero a final de año debió retirarse ya que su físico y las lesiones lo aquejaban. En total, fueron 156 partidos en el club, con seis goles y capitán en los dos ascensos, a Primera y a la B Nacional. “Gracias Testa”, decía la camiseta que lució todo Chicago en el partido con Crucero del Norte, en el día de su retiro.

## Clubes
| Club                    | País      | Año         |
| ----------------------- | --------- | ----------- |
| Estudiantes de la Plata | Argentina | 1996 - 2002 |
| Nueva Chicago           | Argentina | 2002-2004   |
| Arsenal                 | Argentina | 2004 - 2005 |
| Nueva Chicago           | Argentina | 2006        |
| Ferro Carril Oeste      | Argentina | 2007 - 2010 |
| Nueva Chicago           | Argentina | 2010 - 2013 |

## Palmarés

### Como jugador

#### Torneos nacionales
| Campeonato | Club          | País      | Año  |
| ---------- | ------------- | --------- | ---- |
| B Nacional | Nueva Chicago | Argentina | 2006 |

#### Otros logros
| Logro                | Club          | País      | Año     |
| -------------------- | ------------- | --------- | ------- |
| Ascenso a B Nacional | Nueva Chicago | Argentina | 2011-12 |